# Толстоголовка решётчатая
Толстоголовка решётчатая (лат. Muschampia cribrellum) — бабочка из семейства толстоголовок.

## Этимология названия
Cribrellum (с латинского) — буквально «решетчатая».

## Ареал и места обитания
Балканы, юг европейской части России, юг Украины, Казахстан, Южная Сибирь, Алтай, Монголия, Северный и Западный Китай.
На Украине вид населяет небольшие локалитеты в Восточной Украине (Луганская, Запорожская области). По старинным находкам известен с севера Николаевской, Полтавской, Одесской, Кировоградской областей и Крыма..
На территории России ареал охватывает степную зону европейской части, включая степное Предкавказье, Южный Урал.
Бабочки населяют степи разных типов, остепненные склоны и балки.

## Биология

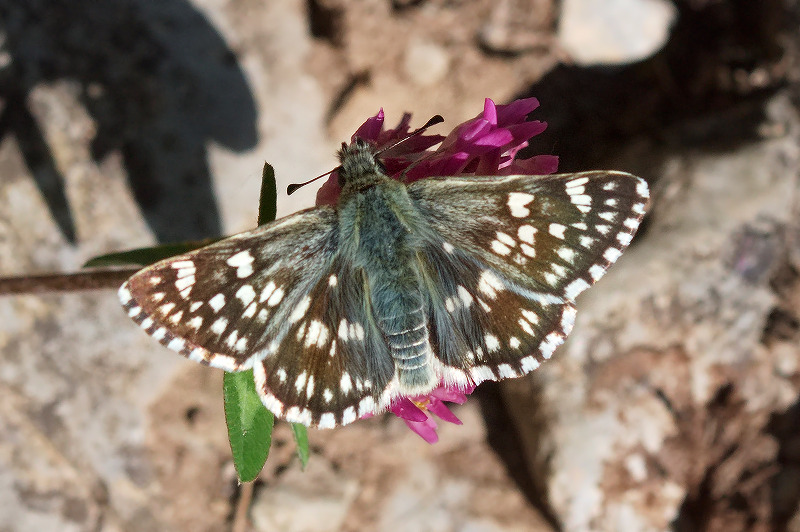

Развивается в одном поколении за год. Время лёта наблюдается с середины мая по начало августа. Бабочки летают кругами над участками цветущей растительности, кормятся нектаром травянистых растений, таких как Veronica, Vicia, Thymus и др. Самцы проявляют территориальное поведение. Гусеницы питаются лапчаткой (Potentilla), зимуют.